# メラウィ川
メラウィ川（インドネシア語、Sungai Melawi）は、ボルネオ島西部を流れる河川。

## 地理
メラウィ川はインドネシア共和国西部西カリマンタン州内を流れる河川であり、同州内においては主要河川に数えられている

。
メラウィ川はカプアス川の支流である。同国中部カリマンタン州との州境付近の山地から概ね北西方向へと流れて、ボルネオ島最長の河川であるカプアス川へと合流して終わる。

## 生物相
両生類でありながら肺を持たないカエルであるBarbourula kalimantanensisの生息地である

。このカエルは2007年時点で世界で２ヵ所しか生息地が確認されていない。このカエルは流速2 (m/秒)から5 (m/秒)という流れの速い場所に生息する

。
このような速い流速で空気が充分に河川水に接触できること、さらに、川の周辺が森林に覆われて直射日光が当たる時間帯が限られるなどの理由で比較的水温が低い分だけ溶存酸素が多いことなど、このカエルが住むためには様々な条件が必要だと考えられている

。西カリマンタン州では開発や森林の違法伐採が続いているなど

、このカエルが生息できる環境が保たれるかどうか危ぶまれている

。